# تحسس المغذيات
تحسس المغذيات هو قدرة الخلية على التعرف على ركائز الوقود مثل الجلوكوز والاستجابة لها. ويتطلب كل نوعٍ من الوقود الذي تستخدمه الخلية طريقة مختلفة من حيث الاستخدام والجزيئات الملحقة. وللحفاظ على الموارد؛ لن تنتج الخلية سوى الجزيئات التي تحتاج إليها في ذلك الوقت. وسيحدد مستوى ونوع الوقود المتاح للخلية نوع الإنزيمات الذي تحتاج إلى نقله من الجينوم «المجين» الخاص بها للاستهلاك. ويوجد على السطح الخارجي لغشاء الخلية مستقبلات تنشط عند وجود جزيئات وقود محددة، وتتواصل مع النواة عن طريق التفاعلات المتعاقبة. وبهذه الطريقة تتعرف الخلية على المغذيات المتاحة لتقوم بإنتاج الجزيئات المخصَّصة لهذه الأنواع من المغذيات فقط.